# Campeonato San Gregorio de Polanco 2011
El Campeonato San Gregorio de Polanco 2011 fue organizado por la Liga de Fútbol de San Gregorio de Polanco y correspondió a la temporada 2011 del fútbol polanqueño.
El torneo empezó a disputarse el domingo 11 de septiembre de 2011. El Torneo Apertura llevó el nombre de “94.5 Emisora de la Playa”, mientras que el Torneo Clausura se llamó “Laurentino Olivera”.

Wanderers se consagró campeón de San Gregorio de Polanco por 19.ª vez desde que hay registros (1976) y por 5.ª vez consecutiva, logrando de esta manera el primer quinquenio del fútbol de la Península Dorada. El bohemio venció en finales de ida y vuelta a su clásico rival Estudiantes.

## Sistema de disputa
La primera división del fútbol de San Gregorio de Polanco se jugó con formato de Torneo Apertura y Torneo Clausura, en cada torneo corto se disputa una rueda a sistema de todos contra todos, resultando clasificado para las finales el campeón de cada torneo. En caso de que al jugarse las 5 fechas que componen cada torneo y dos equipos terminen en igualdad de puntos se disputará una final para definir al campeón. Los campeones de los torneos Apertura y Clausura disputarán las finales al mejor de tres partidos por puntos, para definir al campeón Polanqueño 2011. Si un mismo equipo consigue quedarse con ambos campeonatos se consagrará directamente como campeón y clasificará de forma automática a la Copa El País 2012.

## Desarrollo

### Torneo Apertura “94.5 Emisora de la Playa”
El Apertura consta de una ronda de todos contra todos que se disputa a partir del 11 de septiembre hasta el 16 de octubre. El ganador del mismo se clasificará para disputar la final por el campeonato polanqueño contra el equipo que resulte ganador del Torneo Clausura.

#### Posiciones
| Equipo      | Pts | PJ | PG | PE | PP | GF | GC | DG  |
| ----------- | --- | -- | -- | -- | -- | -- | -- | --- |
| Wanderers   | 9   | 4  | 3  | 0  | 1  | 10 | 4  | 6   |
| Cerro       | 9   | 4  | 3  | 0  | 1  | 8  | 2  | 6   |
| Estudiantes | 7   | 4  | 2  | 1  | 1  | 12 | 10 | 2   |
| Peñarol     | 4   | 4  | 1  | 1  | 2  | 8  | 11 | -3  |
| Nacional    | 0   | 4  | 0  | 0  | 4  | 8  | 19 | -11 |

| Fecha            | Lugar                   | Local       | Resultado | Visitante   |
| ---------------- | ----------------------- | ----------- | --------- | ----------- |
| 11 de septiembre | San Gregorio de Polanco | Peñarol     | 3 - 3     | Estudiantes |
| 11 de septiembre | San Gregorio de Polanco | Wanderers   | 6 – 2     | Nacional    |
| 18 de septiembre | San Gregorio de Polanco | Cerro       | 2 – 0     | Nacional    |
| 18 de septiembre | San Gregorio de Polanco | Wanderers   | 2 – 1     | Peñarol     |
| 25 de septiembre | San Gregorio de Polanco | Peñarol     | 4 – 2     | Nacional    |
| 25 de septiembre | San Gregorio de Polanco | Estudiantes | 2 – 1     | Cerro       |
| 9 de octubre     | San Gregorio de Polanco | Cerro       | 4 – 0     | Peñarol     |
| 9 de octubre     | San Gregorio de Polanco | Wanderers   | 2 – 0     | Estudiantes |
| 16 de octubre    | San Gregorio de Polanco | Estudiantes | 7 – 4     | Nacional    |
| 16 de octubre    | San Gregorio de Polanco | Cerro       | 1 – 0     | Wanderers   |

#### Final del Apertura
| Fecha         | Lugar                   | Local     | Resultado | Visitante |
| ------------- | ----------------------- | --------- | --------- | --------- |
| 23 de octubre | San Gregorio de Polanco | Wanderers | 3 - 2     | Cerro     |

### Torneo Clausura “Laurentino Olivera”
El Clausura consta de una ronda de todos contra todos que se disputa a partir del 30 de octubre hasta el 27 de noviembre. El ganador del mismo se clasificará para disputar la final por campeonato polanqueño contra Wanderers (equipo ganador del Torneo Apertura).

#### Posiciones
| Equipo      | Pts | PJ | PG | PE | PP | GF | GC | DG  |
| ----------- | --- | -- | -- | -- | -- | -- | -- | --- |
| Estudiantes | 12  | 4  | 4  | 0  | 0  | 12 | 3  | 9   |
| Cerro       | 9   | 4  | 3  | 0  | 1  | 14 | 4  | 10  |
| Wanderers   | 4   | 4  | 1  | 1  | 2  | 9  | 9  | 0   |
| Nacional    | 3   | 4  | 1  | 0  | 3  | 6  | 16 | -10 |
| Peñarol     | 1   | 4  | 0  | 1  | 3  | 8  | 17 | -9  |

| Fecha           | Lugar                   | Local       | Resultado | Visitante |
| --------------- | ----------------------- | ----------- | --------- | --------- |
| 30 de octubre   | San Gregorio de Polanco | Wanderers   | 8 – 0     | Nacional  |
| 30 de octubre   | San Gregorio de Polanco | Estudiantes | 3 – 2     | Peñarol   |
| 6 de noviembre  | San Gregorio de Polanco | Cerro       | 3 – 0     | Nacional  |
| 6 de noviembre  | San Gregorio de Polanco | Wanderers   | 1 – 1     | Peñarol   |
| 13 de noviembre | San Gregorio de Polanco | Estudiantes | 1 – 0     | Cerro     |
| 13 de noviembre | San Gregorio de Polanco | Nacional    | 5 – 2     | Peñarol   |
| 20 de noviembre | San Gregorio de Polanco | Cerro       | 8 – 3     | Peñarol   |
| 20 de noviembre | San Gregorio de Polanco | Estudiantes | 5 – 0     | Wanderers |
| 27 de noviembre | San Gregorio de Polanco | Cerro       | 3 – 0     | Wanderers |
| 27 de noviembre | San Gregorio de Polanco | Estudiantes | 3 – 1     | Nacional  |

## Finales
| 4 de diciembre de 2011 | Wanderers         | 1:1 (1:1) | Estudiantes             | 16 de noviembre, San Gregorio de Polanco |  |
|                        | Ignacio Vidal 14' |           | César Escudero (e/c) 7' |                                          |  |

| 24 de diciembre de 2011 | Estudiantes | 0:2 (0:1) | Wanderers                               | 16 de noviembre, San Gregorio de Polanco |  |
|                         |             |           | Marcos Nogueira 44' · Gonzalo Pérez 85' |                                          |  |

| 1     | POR   | Mauricio Rodríguez |  |
| 2     | DEF   | Guillermo Bosch    |  |
| 3     | DEF   | Raúl Techera       |  |
| 4     | DEF   | William Cabrera    |  |
| 5     | DEF   | Julio Bayle        |  |
| 6     | MED   | Alexis Gómez       |  |
| 7     | MED   | Eduardo Rodríguez  |  |
| 8     | MED   | Javier Coitinho    |  |
| 9     | MED   | Milton Méndez      |  |
| 10    | DEL   | César Pérez        |  |
| 11    | DEL   | Aníbal Medina      |  |
| D. T. | D. T. | Aomé Lemos         |  |

| 1     | POR   | Javier Eirín        |  |
| 2     | DEF   | César Escudero      |  |
| 3     | DEF   | Marcos Nogueira     |  |
| 4     | DEF   | Daniel Pérez        |  |
| 5     | DEF   | Richard Pérez       |  |
| 6     | MED   | Néstor Conde        |  |
| 7     | MED   | Matías Gamboa       |  |
| 8     | MED   | Sebastián Carracedo |  |
| 9     | MED   | Wilfredo Cabral     |  |
| 10    | DEL   | Ignacio Vidal       |  |
| 11    | DEL   | Gonzalo Pérez       |  |
| D. T. | D. T. | Fabio Scagnegatti   |  |

| 12 | SUP | José Coitinho      |  |
| 13 | SUP | Oscar Méndez       |  |
| 14 | SUP | Bruno Hornos       |  |
| 15 | SUP | Hugo de los Santos |  |
| 16 | SUP | José Chávez        |  |

| 12 | SUP | Enrique Olivera   |  |
| 13 | SUP | Matías Sanguinett |  |
| 14 | SUP | Adolfo Ruiz Díaz  |  |
| 15 | SUP | Carlos Pérez      |  |

|  | 44' | Marcos Nogueira |
|  | 85' | Gonzalo Pérez   |

| Expulsado | 84' | Guillermo Bosch |

| Árbitro             | Juan Carlos Hornos |
| Árbitros asistentes | Manuel Ruiz Díaz   |
| Árbitros asistentes | Noelia Leites      |

| 1     | POR   | Mauricio Rodríguez |  |
| 2     | DEF   | Guillermo Bosch    |  |
| 3     | DEF   | Raúl Techera       |  |
| 4     | DEF   | William Cabrera    |  |
| 5     | DEF   | Julio Bayle        |  |
| 6     | MED   | Alexis Gómez       |  |
| 7     | MED   | Eduardo Rodríguez  |  |
| 8     | MED   | Javier Coitinho    |  |
| 9     | MED   | Milton Méndez      |  |
| 10    | DEL   | César Pérez        |  |
| 11    | DEL   | Aníbal Medina      |  |
| D. T. | D. T. | Aomé Lemos         |  |

| 1     | POR   | Javier Eirín        |  |
| 2     | DEF   | César Escudero      |  |
| 3     | DEF   | Marcos Nogueira     |  |
| 4     | DEF   | Daniel Pérez        |  |
| 5     | DEF   | Richard Pérez       |  |
| 6     | MED   | Néstor Conde        |  |
| 7     | MED   | Matías Gamboa       |  |
| 8     | MED   | Sebastián Carracedo |  |
| 9     | MED   | Wilfredo Cabral     |  |
| 10    | DEL   | Ignacio Vidal       |  |
| 11    | DEL   | Gonzalo Pérez       |  |
| D. T. | D. T. | Fabio Scagnegatti   |  |

| 12 | SUP | José Coitinho      |  |
| 13 | SUP | Oscar Méndez       |  |
| 14 | SUP | Bruno Hornos       |  |
| 15 | SUP | Hugo de los Santos |  |
| 16 | SUP | José Chávez        |  |

| 12 | SUP | Enrique Olivera   |  |
| 13 | SUP | Matías Sanguinett |  |
| 14 | SUP | Adolfo Ruiz Díaz  |  |
| 15 | SUP | Carlos Pérez      |  |

|  | 44' | Marcos Nogueira |
|  | 85' | Gonzalo Pérez   |

| Expulsado | 84' | Guillermo Bosch |

| Árbitro             | Juan Carlos Hornos |
| Árbitros asistentes | Manuel Ruiz Díaz   |
| Árbitros asistentes | Noelia Leites      |

### Goleadores
| Jugador          | Equipo      | Goles |
| ---------------- | ----------- | ----- |
| Matías Sanguinet | Wanderers   | 8     |
| Matías Ferreira  | Cerro       | 6     |
| Rodolfo Villagra | Cerro       | 6     |
| Freddy Hornos    | Peñarol     | 5     |
| Jorge Acosta     | Estudiantes | 4     |
| Julio Fernández  | Nacional    | 4     |

| Campeón Wanderers |
| 19º título        |
| Quinquenio        |

## Estadísticas
| Equipo | Equipo      | Pts | PJ | PG | PE | PP | GF | GC | Dif | Rend  |
| ------ | ----------- | --- | -- | -- | -- | -- | -- | -- | --- | ----- |
| 1      | Wanderers   | 20  | 11 | 6  | 2  | 3  | 25 | 16 | 9   | 60,6% |
| 2      | Estudiantes | 20  | 10 | 6  | 2  | 2  | 25 | 16 | 9   | 66,7% |
| 3      | Cerro       | 18  | 9  | 6  | 0  | 3  | 24 | 9  | 15  | 66,7% |
| 4      | Peñarol     | 5   | 8  | 1  | 2  | 5  | 16 | 28 | -12 | 20,8% |
| 5      | Nacional    | 3   | 8  | 1  | 0  | 7  | 14 | 35 | -21 | 12,5% |